# 高亭司镇
高亭司镇，是中华人民共和国湖南省郴州市永兴县下辖的一个乡镇级行政单位。
高亭司镇原为高亭乡，2012年4月更名高亭镇，2015年12月改为现名。

## 行政区划
高亭司镇下辖以下地区：
高亭村、高堂村、宜秋塘村、大城村、大源村、窝黄村、金坪村、板梁村、永华村、东冲村、联合村、十联村、承上村和黄里村。

## 中国传统村落
2012年，板梁村被评为首批“中国传统村落”。